# Bộ Thống nhất
Bộ Thống nhất (Tiếng Hàn: 대한민국 통일부, Hanja: 統一部) là cơ quan điều hành của chính phủ Hàn Quốc, mục tiêu là thúc đẩy sự thống nhất hai miền bán đảo Triều Tiên. Cơ quan này được thành lập năm 1969 là Ban thống nhất quốc gia dưới thời Park Chung-hee. Từ năm 1998, bộ này có hình thức như ngày nay và đã đóng một vai trò quan trọng trong các cuộc đối thoại, trao đổi và hợp tác giữa hai miền.
Dưới thời bộ trưởng tiền nhiệm Yu Woo-ik, bộ này bao gồm một văn phòng kế hoạch và hợp tác, 3 ủy ban đảm nhiệm chính sách thống nhất, trao đổi và hợp tác 2 miền, hợp tác nhân đạo, 1 ủy ban đặc biệt đảm nhiệm dự án khu công nghiệp chung Gaeseong, và năm cơ quan liên kết đảm nhiệm giáo dục thống nhất, đối thoại giữa 2 miền, đi lại giữa 2 miền, hỗ trợ tái định cư cho người đào thoát Triều Tiên và tư vấn về trao đổi, hợp tác giữa 2 miền. Tuy nhiên, đến năm 2008, bộ này đã được tinh giảm mạnh trong bối cảnh chính phủ tái cấu trúc.
Trụ sở của bộ nằm ở tầng 3 và tầng 4 tổ hợp chính phủ ở Jongno, Seoul.